# محسن چگینی
محسن چگینی (زادهٔ ۵ تیر ۱۳۴۶ در روستای سراب ناوه کش لرستان) تهیه‌کننده و کارگردان ایرانی است. از جمله مجموعه‌های تلویزیونی که وی در آن‌ها تهیه‌کننده بوده می‌توان سریال‌های: گسل، شمعدونی، پژمان، دزد و پلیس، تاکسی پلیس، ساختمان پزشکان، مسافران، چهار خونه، شب‌های برره را نام برد.

## زندگی
محسن چگینی کاردانی در رشتهٔ کارگردانی و مونتاژ خوانده‌است و در سال ۱۳۷۰ به مرکز انجمن سینمای جوان اراک رفت و ۲ فیلم کوتاه «ساز دهنی» ۱۳۷۱ «بازی ناتمام» ۱۳۷۲ را کارگردانی کرده‌است. وی کار حرفه‌ای خود را در سینما از سال ۱۳۷۳ با فیلم «سر بلند» در سمت دستیار کارگردان و سرمایه‌گذار شروع کرد و با سریال «دو پنجره» ۱۳۷۵ در تلویزیون به کارش ادامه داد. در سال‌های ۱۳۷۷ و ۱۳۷۸ کارگردانی ۲ فیلم بلند به نام‌های «خاک بهشت» و «عروسکی برای الدوز» را به عهده داشت و توانست لوح افتخار هفتمین جشنواره فیلم دفاع مقدس را برای فیلم «خاک بهشت» به عنوان بهترین کارگردان دریافت کند.
بیشتر از دو دهه در سینما و تلویزیون به عنوان تهیه‌کننده به کار حرفه‌ای خود ادامه داد فعالیت وی اغلب در کارهای طنز می‌باشد و در سی و پنجمین جشنواره فیلم فجر برای فیلم «خوب، بد، جلف» دیپلم افتخار بهترین فیلم «از نگاه تماشاگران» را دریافت کرده‌است.

## فعالیت‌ها

### فعالیت‌ها در سینما
| نام                      | سمت                          | کارگردان           | سال  |
| ترک عمیق                 | تهیه کننده                   | آرمان زرین‌کوب      | ۱۴۰۳ |
| خوب، بد، جلف ۲: ارتش سری | تهیه‌کننده                    | پیمان قاسم‌خانی     | ۱۳۹۸ |
| خوب، بد، جلف             | تهیه‌کننده                    | پیمان قاسم‌خانی     | ۱۳۹۵ |
| توکیو بدون توقف          | مجری طرح و سرمایه‌گذار        | سعید عالم‌زاده      | ۱۳۸۱ |
| خواب سفید                | مجری طرح و سرمایه‌گذار        | حمید جبلی          | ۱۳۸۰ |
| عینک دودی                | مجری طرح و سرمایه‌گذار        | محمد حسین لطیفی    | ۱۳۷۹ |
| نابخشوده                 | دستیار کارگردان              | ایرج قادری         | ۱۳۷۵ |
| ویرانگر                  | دستیار کارگردان              | ابوالقاسم طالبی    | ۱۳۷۴ |
| دشمن                     | دستیار کارگردان              | عباس بابویهی       | ۱۳۷۴ |
| عاشق فقیر                | دستیار کارگردان              | حسین علی لیالستانی | ۱۳۷۴ |
| سربلند                   | دستیار کارگردان و سرمایه‌گذار | فتحعلی اویسی       | ۱۳۷۳ |

### فعالیت‌ها در تلویزیون
| نام            | سمت             | کارگردان        | سال  |
| گسل            | تهیه‌کننده       | علیرضا بذرافشان | ۱۳۹۵ |
| شمعدونی        | تهیه‌کننده       | سروش صحت        | ۱۳۹۴ |
| پژمان          | تهیه‌کننده       | سروش صحت        | ۱۳۹۲ |
| دزد و پلیس     | تهیه‌کننده       | سعید آقاخانی    | ۱۳۹۱ |
| تاکسی پلیس     | تهیه‌کننده       | سعید عالم زاده  | ۱۳۹۰ |
| ساختمان پزشکان | تهیه‌کننده       | سروش صحت        | ۱۳۸۹ |
| مسافران        | تهیه‌کننده       | رامبد جوان      | ۱۳۸۸ |
| چهار خونه      | تهیه‌کننده       | سروش صحت        | ۱۳۸۶ |
| شب‌های برره     | تهیه‌کننده       | مهران مدیری     | ۱۳۸۴ |
| جایزه بزرگ     | مجری طرح        | مهران مدیری     | ۱۳۸۳ |
| نقطه چین       | مجری طرح        | مهران مدیری     | ۱۳۸۲ |
| پاورچین        | مجری طرح        | مهران مدیری     | ۱۳۸۱ |
| بازگشت پرستوها | دستیار کارگردان | ابوالقاسم طالبی | ۱۳۷۶ |
| دو پنجره       | دستیار کارگردان | پاشا شاهنده     | ۱۳۷۵ |

### فعالیت‌ها در شبکه نمایش خانگی
| نام                      | سمت                  | کارگردان                    | سال  |
| روزی روزگاری مریخ        | تهیه‌کننده و کارگردان | محسن چگینی، پیمان قاسم خانی | ۱۴۰۱ |
| خوب، بد، جلف: رادیواکتیو | تهیه‌کننده و کارگردان | محسن چگینی                  | ۱۳۹۹ |

## جوایز
- برنده جایزه بهترین کارگردانی مستند برای فیلم «خاک بهشت»، از جشنواره بین‌المللی فیلم مقاومت، سال ۱۳۷۷[۳]
- تندیس زرین بهترین مجری طرح برای سریال شب‌های برره در سال ۱۳۸۴[۴]
- لوح تقدیر و دیپلم افتخار بهترین تهیه‌کننده برای سریال «ساختمان پزشکان» در نهمین جشنواره انتخاب هنرمندان برتر شبکه جام جم، سال ۱۳۹۰[۵]
- دیپلم افتخار بهترین فیلم از نگاه تماشاگران از سی و پنجمین جشنواره فیلم فجر برای فیلم «خوب بد جلف» در سال ۱۳۹۵[۶]